# Vincenzo Petra

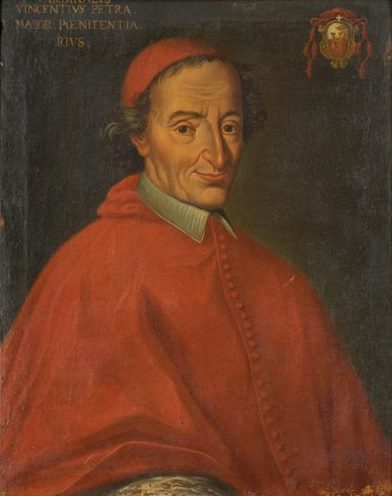
Vincenzo Kardinal Petra (Porträt in Öl von unbekanntem Meister)

Vincenzo Petra (* 13. November 1662 in Neapel; † 21. März 1747 in Rom) war ein italienischer Geistlicher und Kardinal der Römischen Kirche.

## Leben
Er entstammte einer neapolitanischen Patrizierfamilie und war der Sohn von Carlo Petra, Berater des Königs von Neapel und 1. Herzog von Vastogirardi, und dessen Ehefrau Cecilia Pepe. Vincenzo Petras Brüder waren Nicola Petra, 2. Herzog von Vastogirardi, und Giuseppe Maria Petra, Marchese von Caccavone. Er war ein Neffe von Diego Petra, Erzbischof von Sorrento, und von Dionisio Petra, Bischof von Capri. Vincenzo besuchte das Seminario Romano und die Universität Neapel, von der er am 18. Dezember 1682 zum Doctor iuris utriusque promoviert wurde. Er war 1691 Sekretär des Prälaten Giovanni Muti Pappazurri, eines berühmten Rotaauditors. Am 24. September 1693 wurde er Referendar an den Gerichtshöfen der Apostolischen Signatur und im November 1694 dort Richter. Im Juni 1698 findet er sich als Sekretär einer Kongregation für die Apostolische Visitation und die Situation der Regularkleriker. Im Januar 1700 war er Stellvertreter des Auditors der Apostolischen Kammer und im Mai 1706 Sekretär der Kongregation für das Tridentinische Konzil. Am 1. April 1711 wurde er zum Konsultor der Apostolischen Pönitentiarie bestellt und am 21. Januar 1713 in dieser Position bestätigt.
Die Priesterweihe empfing Vincenzo Petra am 2. Oktober 1712. In demselben Jahr wurde er Konsultor der Kongregation für die Römische und allgemeine Inquisition sowie Kanoniker der Lateranbasilika.
Papst Clemens XI. ernannte Petra am 5. Oktober 1712 zum Titularerzbischof von Damascus. Die Bischofsweihe spendete ihm am 9. Oktober desselben Jahres Kardinal Fabrizio Paolucci; Mitkonsekratoren waren Erzbischof Domenico de Zaulis, ehemaliger Bischof von Veroli, und Antonio San Felice, Bischof von Nardò. Am 8. Dezember 1712 wurde er zum Päpstlichen Thronassistenten ernannt. Im Dezember 1715 wurde er als Nachfolger von Ferdinando Nuzzi, der zum Kardinal erhoben wurde, zum Sekretär der Kongregation für die Bischöfe und Ordensleute ernannt, diese Position hatte er bis zu seiner Kardinalserhebung inne. 1722 wurde er zudem Datar der Apostolischen Pönitentiarie.
Im Konsistorium vom 20. November 1724 erhob Papst Benedikt XIII. Petra zum Kardinal, worauf seine Ernennung zum Kardinalpriester folgte. Den Kardinalshut und Sant’Onofrio als Titelkirche verlieh der Papst ihm am 20. Dezember desselben Jahres. Vom 10. Januar 1727 bis zu seinem Tod war er Präfekt der Kongregation Propaganda Fide.
Vincenzo Petra war Teilnehmer am Konklave 1730, das Papst Clemens XII. wählte. Am 19. Januar 1733 wurde er Kämmerer des Heiligen Kardinalskollegiums. Am 11. Februar 1737 optierte er zur Titelkirche San Pietro in Vincoli. Er nahm am Konklave 1740 teil, aus dem Benedikt XIV. als Papst hervorging. Am 16. September 1740 optierte er zur Kardinalsklasse der Kardinalbischöfe, worauf er das suburbikarischen Bistum Palestrina erhielt.
Kardinal Petra starb am 21. März 1747 um 10 Uhr 30 morgens in Rom. Beigesetzt wurde er in der römischen Kirche Spirito Santo dei Napoletani.